# Myliobatis tobijei
Myliobatis tobijei és una espècie de peix de la família dels miliobàtids i de l'ordre dels myliobatiformes.

## Morfologia
- Els mascles poden assolir 150 cm de longitud total.[3][4]

## Reproducció
És ovovivípar.

## Alimentació
Menja animals bentònics.

## Hàbitat
És un peix marí, de clima tropical i demersal que viu fins als 220 m de fondària.

## Distribució geogràfica
Es troba a la Xina, Indonèsia, el Japó, Corea del Sud, Corea del Nord, Taiwan i el Vietnam.

## Ús comercial
La carn i el cartílag són aprofitats per al consum humà.